# Cmentarz parafialny w Kozienicach
Cmentarz parafialny w Kozienicach znajduje się na osiedlu Borki w zachodniej części miasta i jest zarządzany przez Kozienicką Gospodarkę Komunalną. Do głównej bramy cmentarza prowadzi ulica Cmentarna, która wyznacza również główną aleję nekropoli kończącej się w pobliżu kościoła św.Rodziny

## Historia
Otwarty w 1846 r. jako cmentarz parafialny rzymskokatolicki parafii Świętego Krzyża w Kozienicach." Od chwili założenia władze kościelne oraz miejskie starają się dbać i odpowiednio zagospodarować miejsce ostatniego spoczynku kozienickich parafian. W 1860 r. kozienicki proboszcz ks. Tadeusz Wrześniakowski częściowo otoczył teren parkanem, zaś jego następca od 1868 r., ks. Józef Khaun, zajął się nie tylko budową nowego kościoła, ale również planowym zagospodarowaniem cmentarza: ogrodził murowanym parkanem jego teren, wytyczył alejki i ścieżki, wprowadził racjonalne, celowe i funkcjonalne rozplanowanie nekropolii. Dzięki temu cmentarz zachował charakterystyczną estetykę i ład".
Do 1998 r. kolejnymi administratorami byli kozieniccy proboszczowie. 30 listopada1998 roku ks. proboszcz Edward Warchoł podpisał  umowę na administrowanie cmentarzem z Kozienicką Gospodarką Komunalną.
Na cmentarzu znajduje się sektor gdzie pochowani są rosyjscy obywatele Kozienic, m.in. żołnierze stacjonującego w mieście od lat 30. XIX w. 25. Smoleńskiego Pułku Piechoty, urzędnicy carscy i ich rodziny. W wydzielonych kwaterach wojennych spoczywają żołnierze Legionów Polskich polegli podczas walk o Laski-Anielin, a także zmarli z ran zwożeni do szpitala rezerwowego Legionów w Kozienicach. Kwatera ta znajduje się w płd.-zach. części cmentarza, oddzielona jest niewielkim, murowanym parkanem i przyozdobiona murowaną arkadą. W okresie międzywojennym w miejscu tym odbywały się apele poległych i manifestacje patriotyczne. Podczas okupacji Niemcy zniszczyli arkadę. Kwatera wojenna to również miejsce pochówku żołnierzy września 1939 r.  Wielu weteranów wojny, a także poległych i pochowanych za granicami kraju, ma również swoje prywatne kwatery pamiątkowe wystawione przez rodziny. Na uwagę zasługuje również wydzielone miejsce pochówku sióstr zakonnych ze Zgromadzenia Sióstr Franciszkanek od Cierpiących w płn.-wsch. części cmentarza.

## Galeria

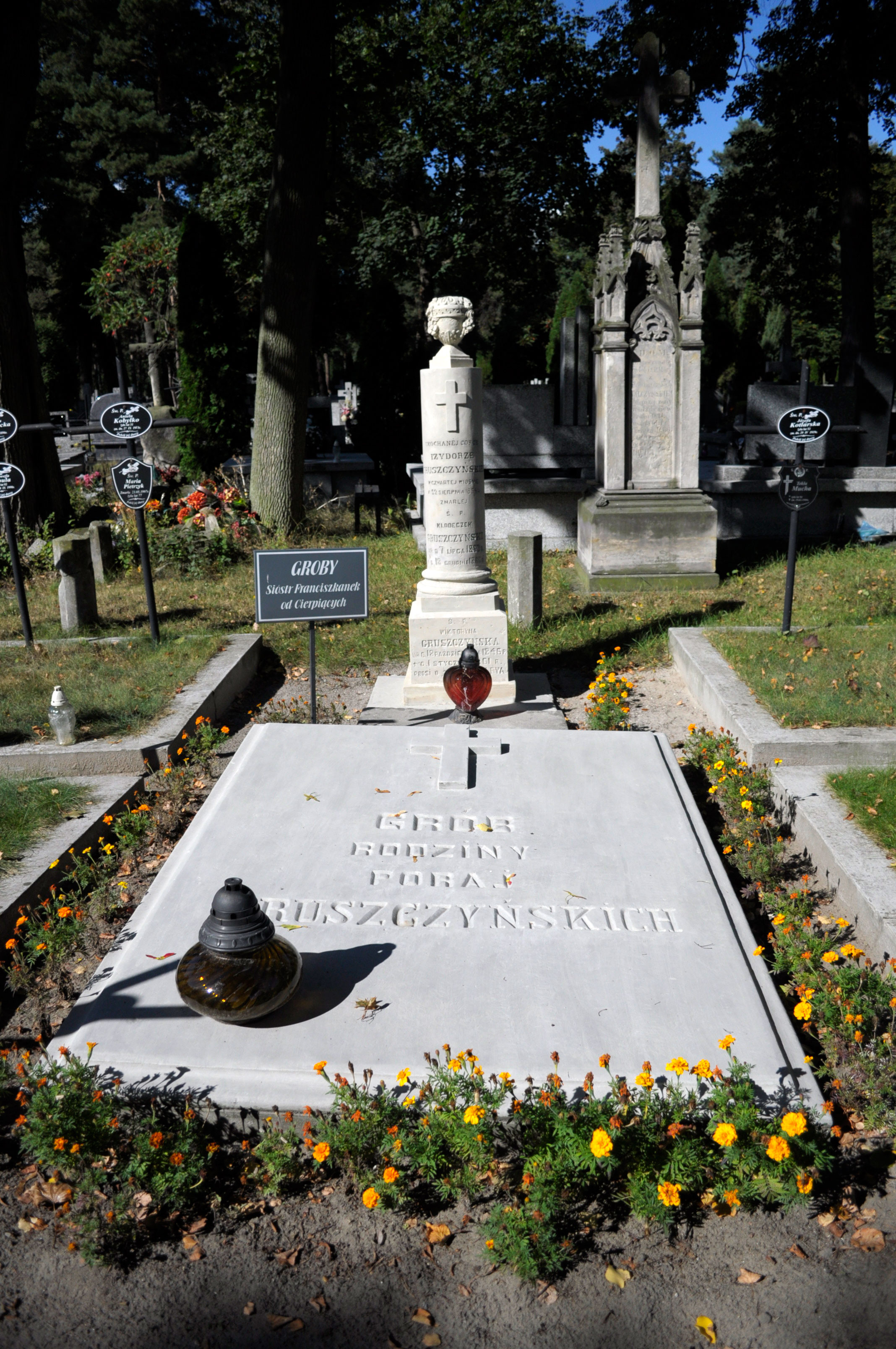
Nagrobek Kazimiery Gruszczyńskiej
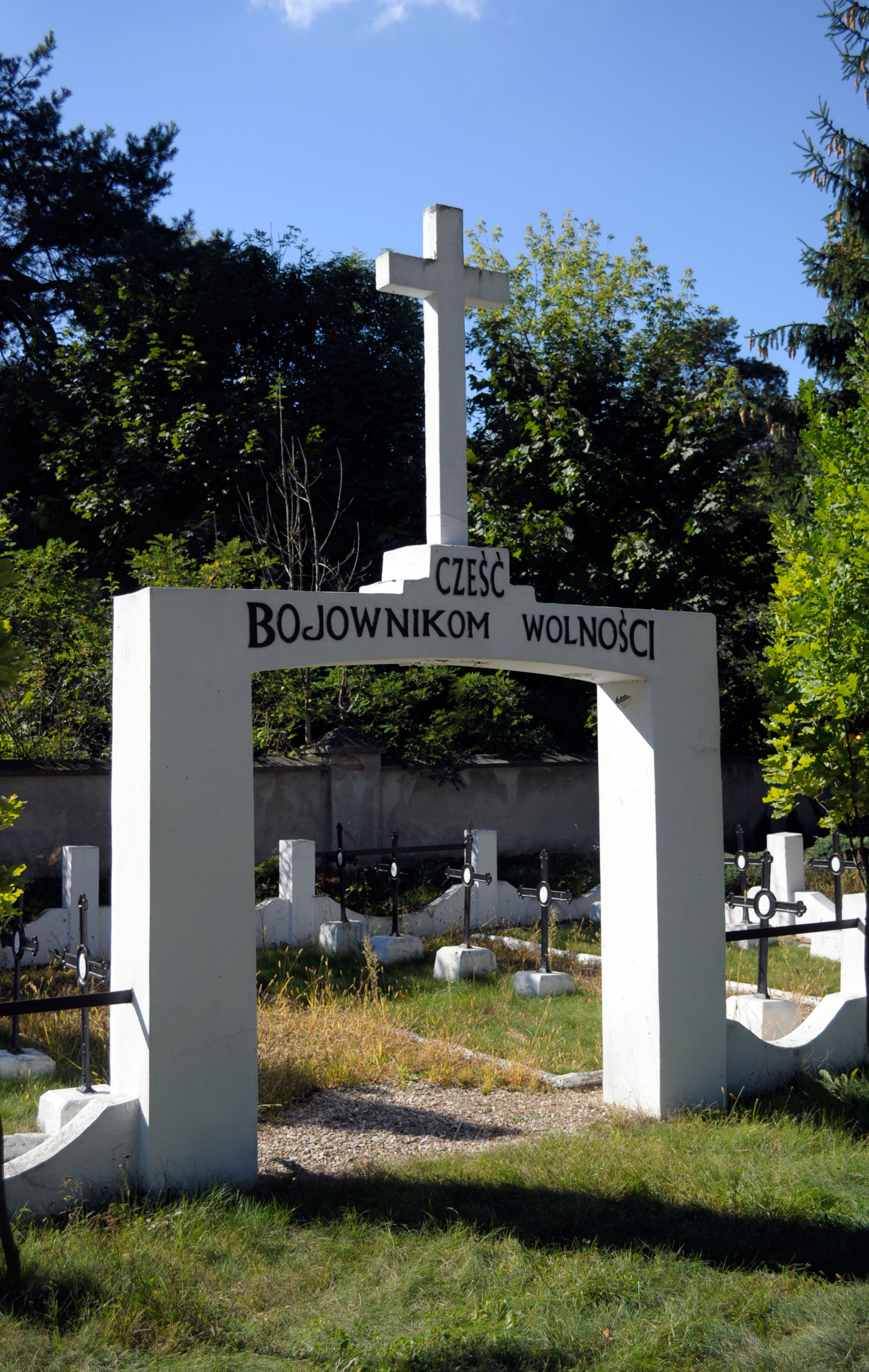
Symboliczna brama-wejście kwatery Legionowej
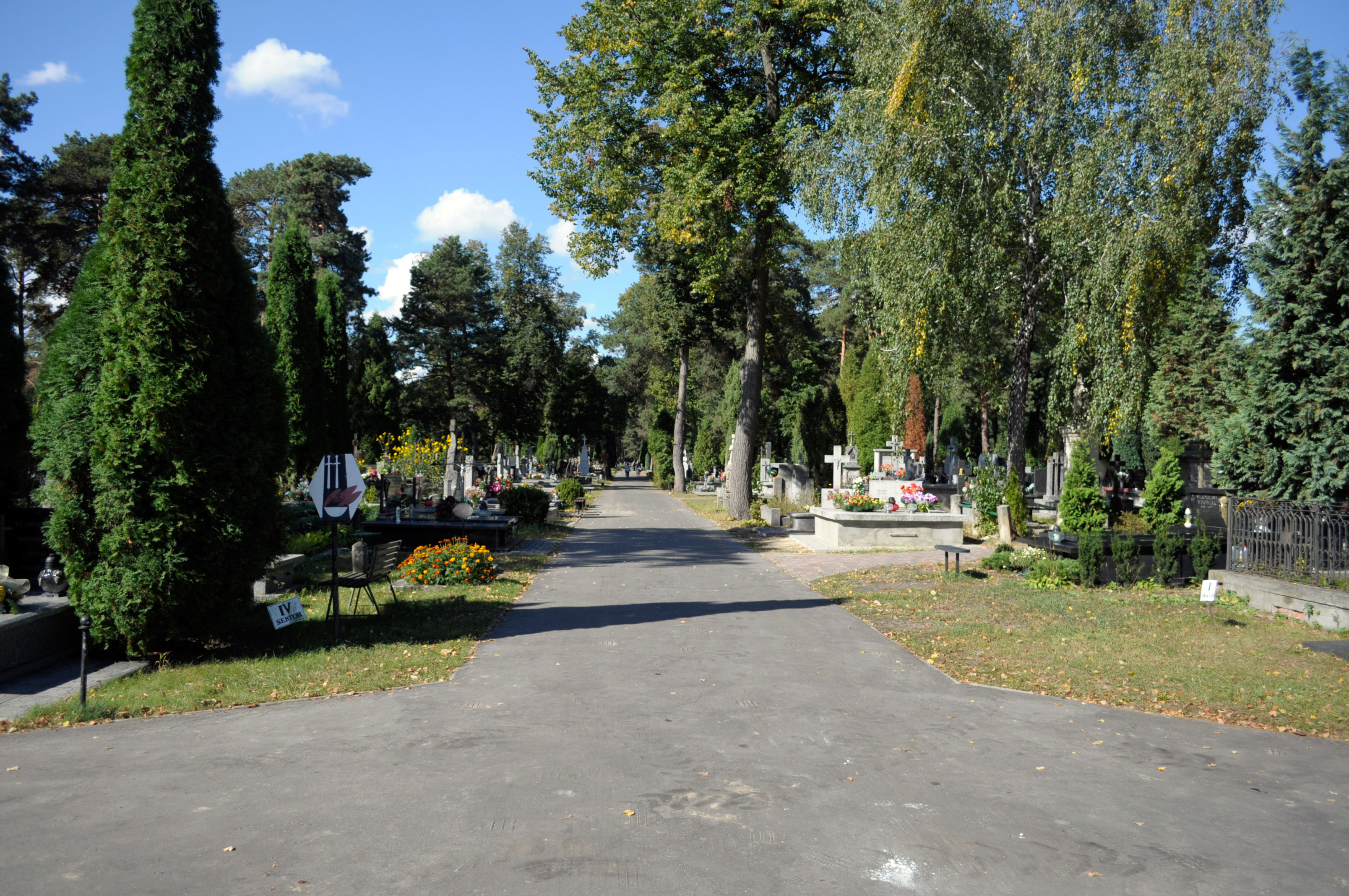
Aleja główna
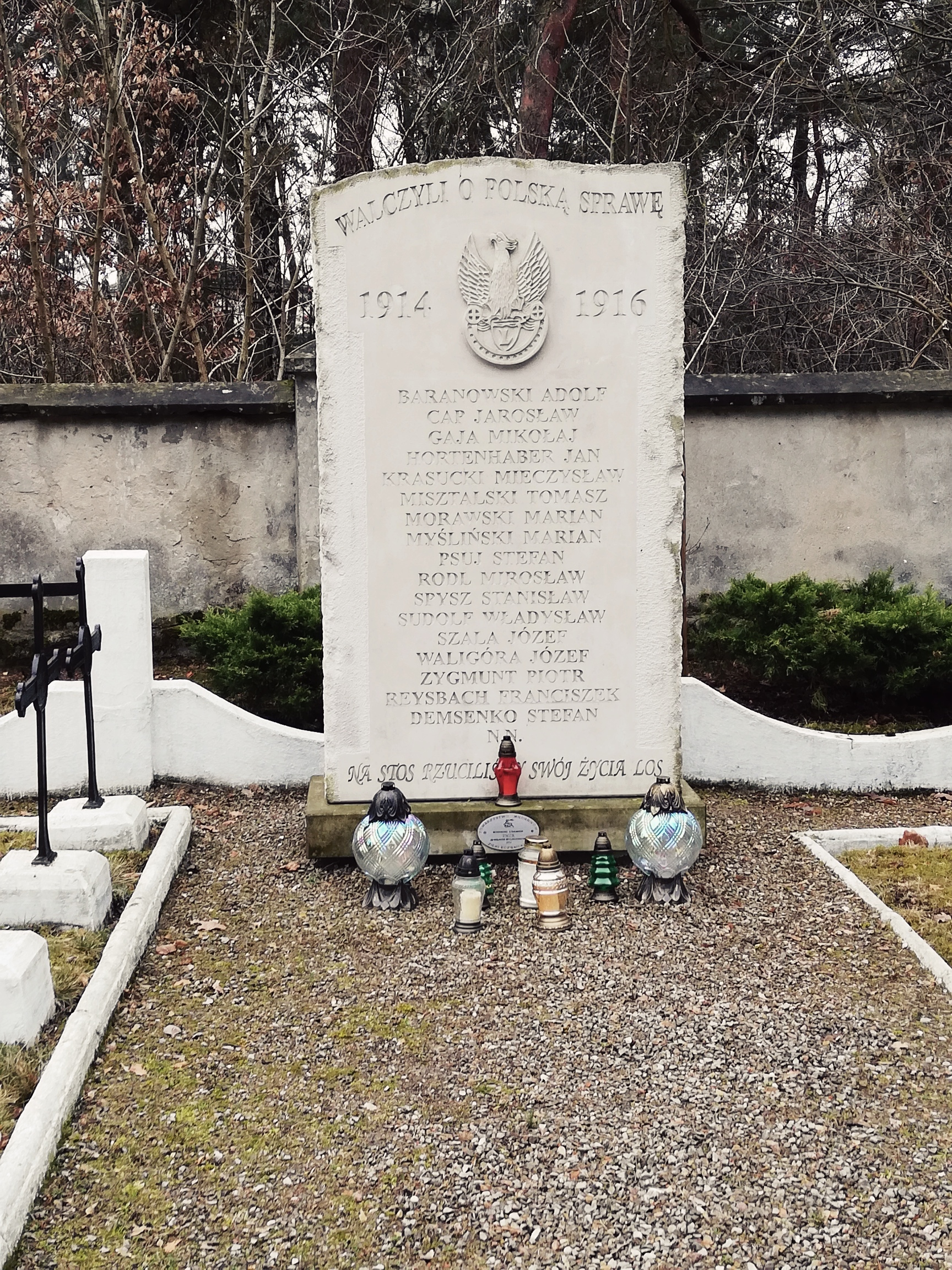
Monument w kwaterze Legionów Polskich
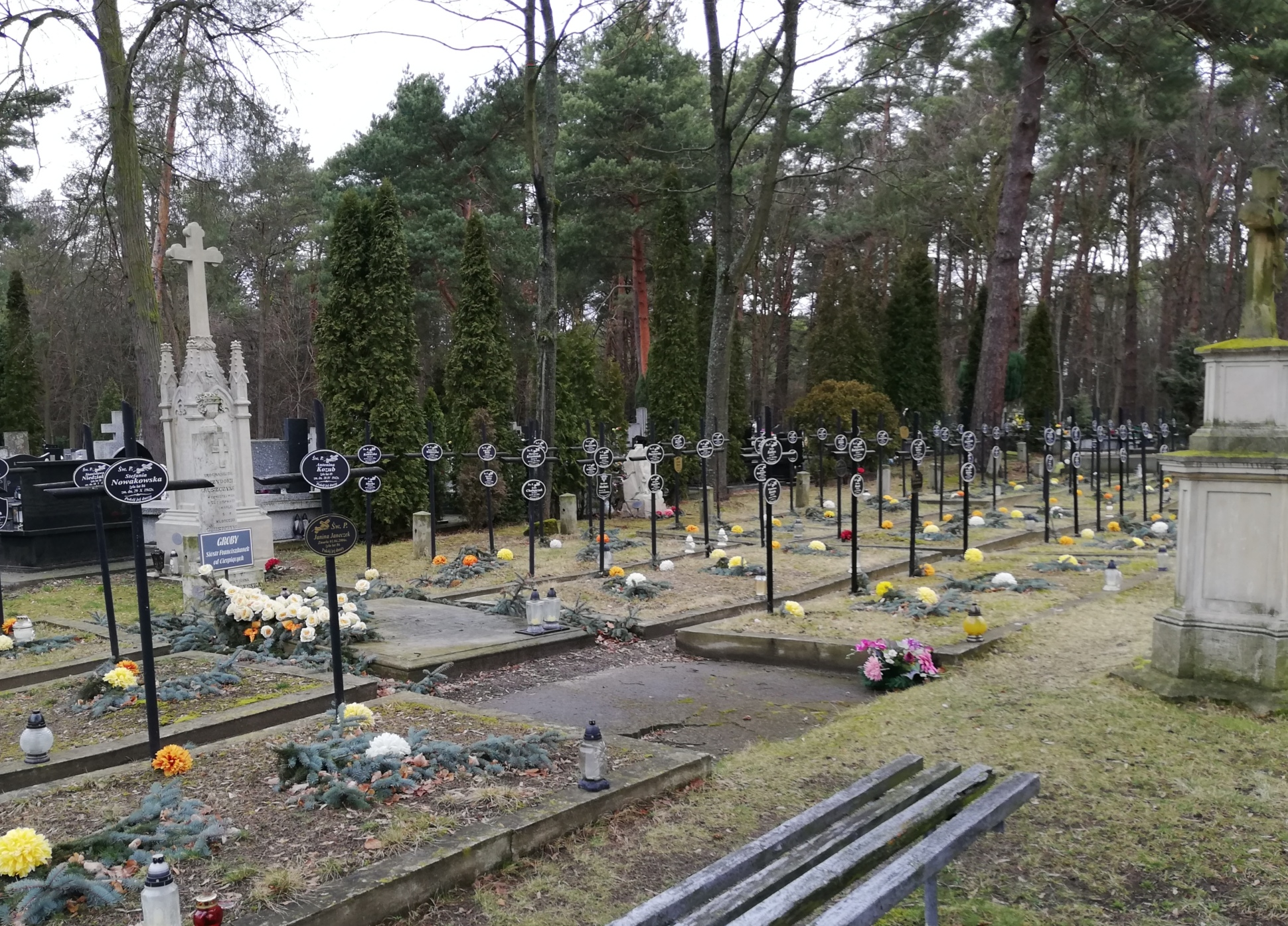
Kwatera Zgromadzenia Sióstr Franciszkanek od Cierpiacych
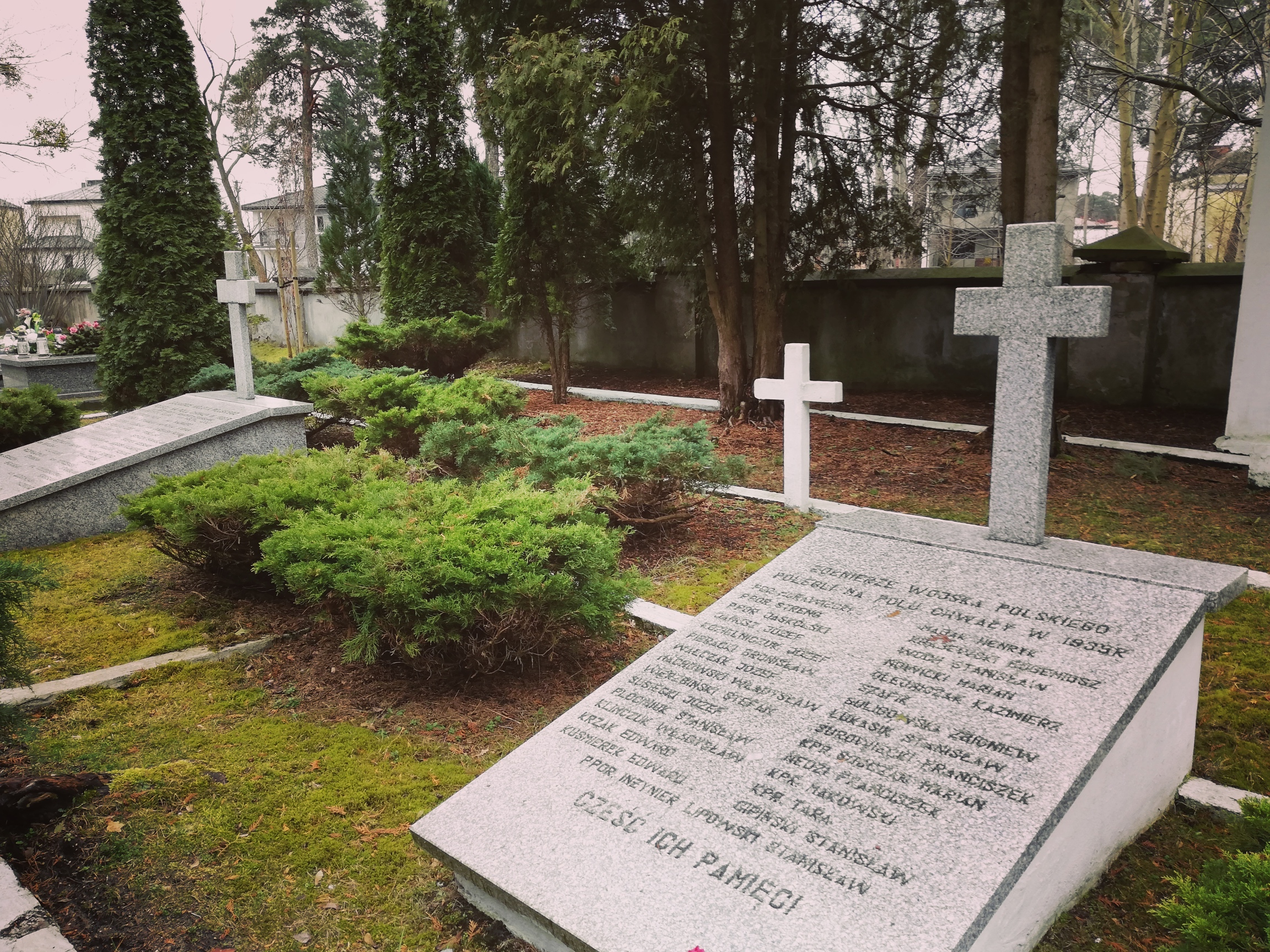
Kwatera wojenna żołnierzy września 1939 r.
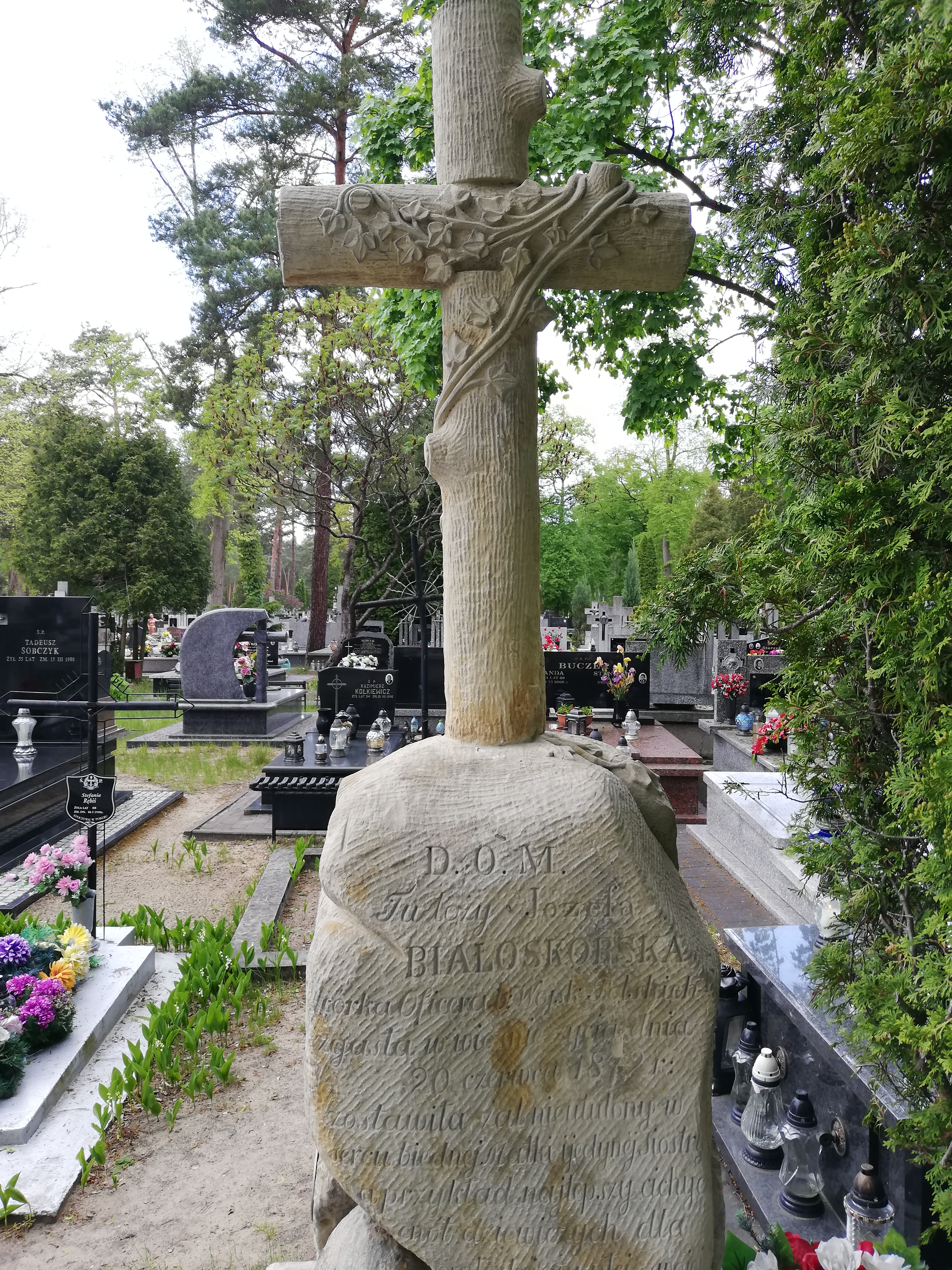
Nagrobek XIX wiek.
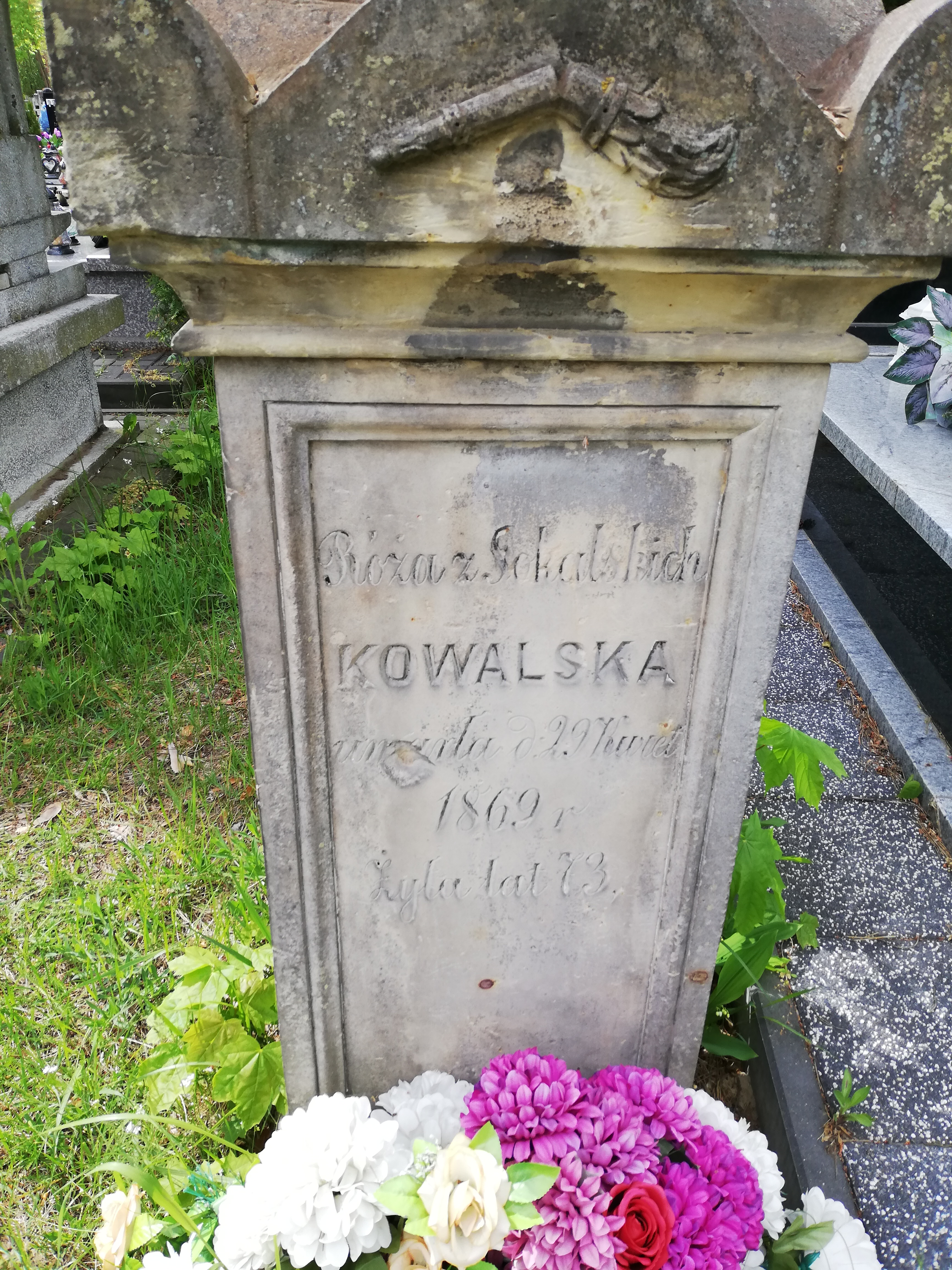
Nagrobek XIX wiek.
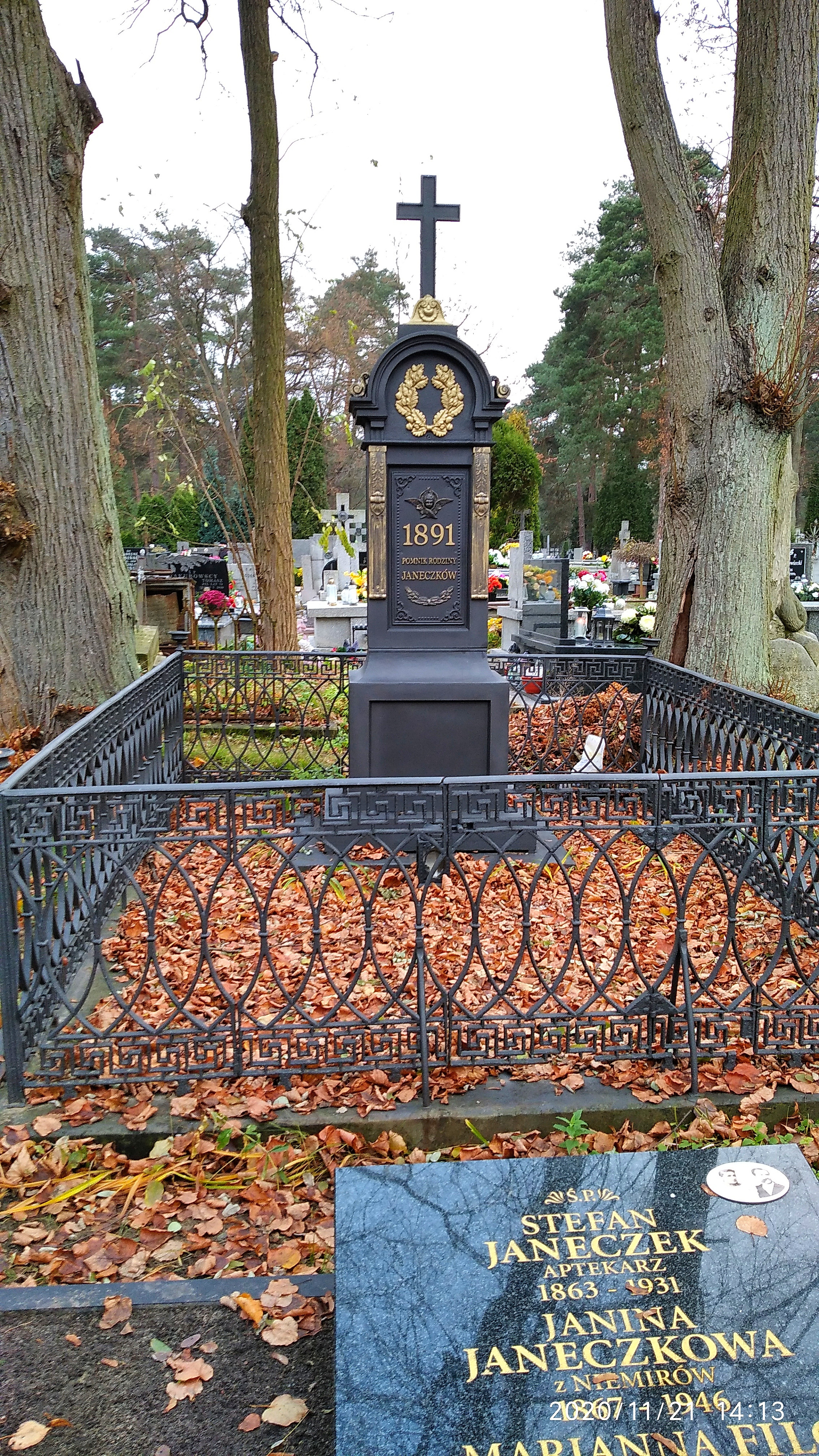
Grób rodzinny Stefana Janeczka, zasłużonego kozienickiego aptekarza